# Nava de la Asunción
Nava de la Asunción is een gemeente in de Spaanse provincie Segovia in de regio Castilië en León met een oppervlakte van 83,15 km². Nava de la Asunción telt 2.849 inwoners (1 januari 2016).